# Notre-Dame du Valentin (Lausanne)

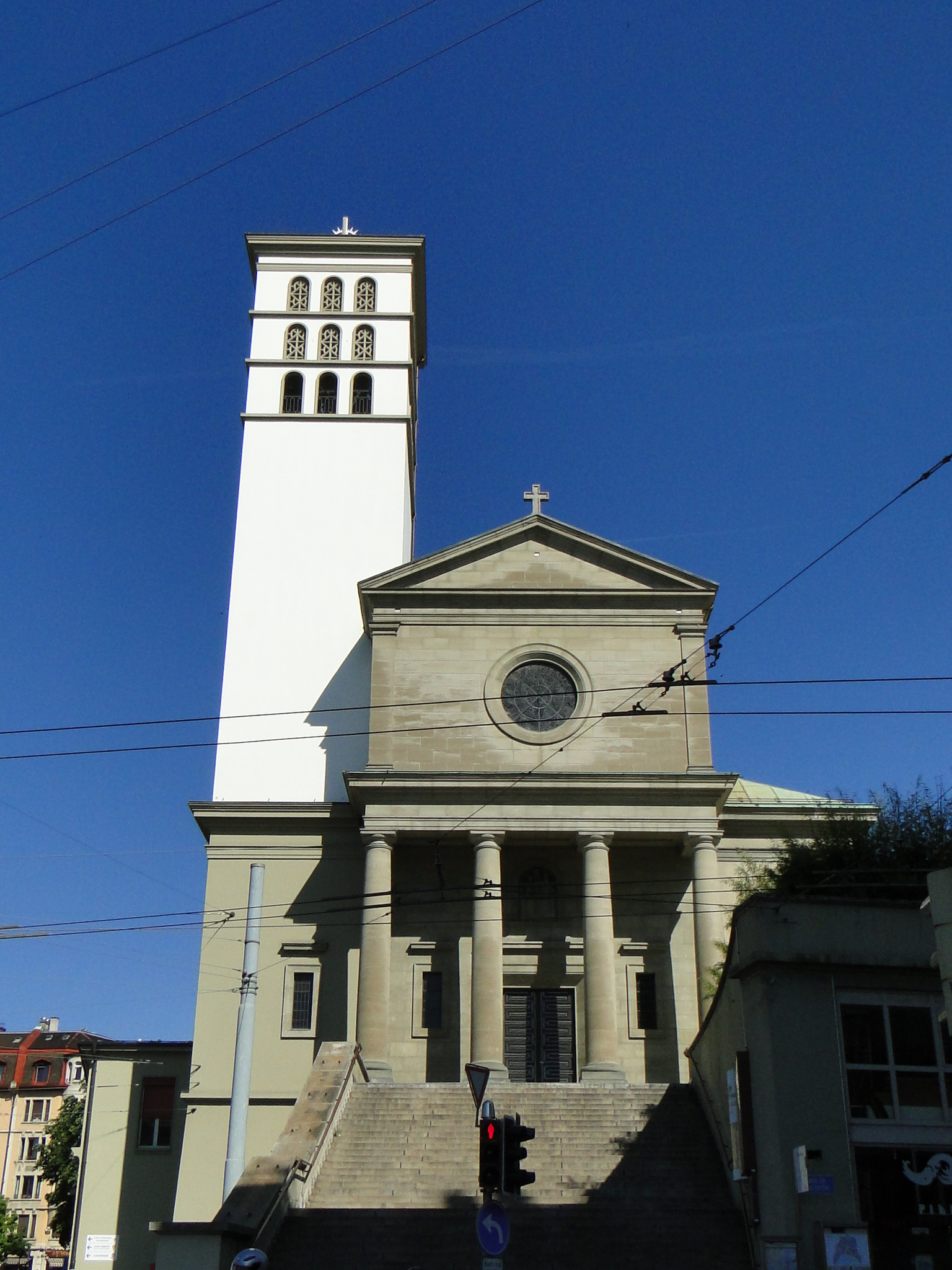
Fassade Notre-Dame

Die römisch-katholische Kirche Notre-Dame du Valentin liegt im Zentrum (Quartier Centre) der Schweizer Stadt Lausanne im Kanton Waadt und gehört zum Bistum Lausanne, Genf und Freiburg. 1992 wurde die Kirche von Papst Johannes Paul II. in den Rang einer Basilica minor erhoben. Sie ist die grösste römisch-katholische Kirche der Stadt Lausanne.

## Geschichte
Während der Reformation 1536 wurden die katholischen Gottesdienste in Lausanne abgeschafft und erst 1798 wieder zugelassen. Zunächst wurden sie wieder in Privathäusern praktiziert. Ab 1812 durften katholische Gottesdienste im Temple de la Mercerie abgehalten werden, diese Kirche wurde jedoch auch von anderen Konfessionen genutzt. Wegen dieser unbefriedigenden Situation begann man den Bau einer neuen Kirche an der Avenue de l’Université, der aber wegen eines Erdrutsches nie fertiggestellt werden konnte.
Am neuen Standort an der Rue du Valentin 3 begann dann im Jahr 1832 unter der Leitung des Architekten Henri Perregaux der Bau von Notre-Dame du Valentin im Stil des Neoklassizismus. Sie ist die erste katholische Kirche in Lausanne nach der Reformation und heute auch deren grösste. Die Weihe erfolgte am 31. Mai 1835.

## Notre-Dame du Valentin heute
1932 wurde die Kirche unter Fernand Dumas restauriert und erweitert. Aus dieser Zeit stammen auch die Freitreppe, die Säulenhalle und der 38 Meter hohe Glockenturm, der ein fünfstimmiges Glockengeläut der Glockengießerei H. Rüetschi enthält, das auf die Schlagtöne B° – des' – es' – f' – as' gestimmt ist. Der Chor wurde 1934 von Gino Severini aus Italien im Stil des Futurismus ausgestaltet. Das Fresko ist in byzantinischem Stil gehalten und zeigt Szenen aus dem Leben der heiligen Jungfrau. In der Mitte des Bildes ist Maria mit einem grünen Mantel und dem Jesusknaben auf dem Arm dargestellt. Rechts davon sieht man die Verkündigung, links davon die Krönung Mariens. Bis heute ist die Kirche das katholische Zentrum Lausannes und der Waadt.
In der Kirche gibt es eine Orgel der Manufaktur Orgelbau Späth von 1989 mit 14 Registern auf zwei Manualen und Pedal.

## Nachweise
1. ↑  Orgel Databank: Lausanne (Vaud) – Église Notre-Dame du Valentin mit Disposition

Koordinaten: 46° 31′ 25,4″ N, 6° 37′ 51″ O; CH1903: 538017 / 152811